# Нижний этаж (фильм)
«Нижний этаж» (англ. Lower Level) — гладкий, но не совсем удачный триллер о богатой, но несчастливой депрессивной женщине, которая стала объектом желания охранника, прочитавшего её тайный дневник и ставшего одержимым её сексуальными фантазиями.

## Сюжет
Хилари — архитектор, не удовлетворяемая своим любовником, и выплёскивающая разочарование в своём дневнике, где в мечтах молится о любовнике, спасшим бы её. Крейг читает дневник и воспринимает её фантазии буквально, решая стать человеком из мечтаний Хилари.

## В ролях
- Дэвид Брэдли — Сэм
- Элизабет Грэйсен — Хиллари Уайт
- Джефф Ягер — Крейг Фалсон
- Шэри Шаттак — Даун Симмс
- Дэвид Х. Стерри — Дуайт
- Луис Контрерас — прохожий на улице
- Эрик Фликс — первый мужчина из тревожной службы
- Дэвид Вульф — второй мужчина из тревожной службы

## Критика
Режиссёр Питерсон в сценарии фильма связывает несколько клише и в результате получается неудовлетворительный финал. Несмотря на эти недостатки, в фильме есть много интересных моментов и он хорош для просмотра.